# Natalia Lafourcade
Natalia Lafourcade (*26. února 1984) je mexická zpěvačka, skladatelka, herečka, aranžérka, návrhářka a aktivistka za práva žen. Patří mezi nejúspěšnější představitele populární hudby v Latinské Americe. Její hlas je klasifikován jako lyrický soprán a její hudba obsahuje prvky rocku, džezu, popu, bosa nova a folku. Ve své umělecké kariéře získala řadu národních a mezinárodních uznání, včetně tří cen Grammy.   

## Život a dílo
María Natalia Lafourcade Silva se narodila 26. února 1984 v Mexico City, ale dětství prožila v Coatepecu ve Veracruz.  Jejím otcem je čilský výtvarník a hudebník Gastón Lafourcade Veldenegro, zakladatel  Asociace varhaníků a cembalistů Chile. Matkou je mexická klavíristka a hudební pedagožka María del Carmen Silva Contreras. Jejím strýcem je čilský spisovatel Enrique Lafourcade (1927-2019).
Ve třech letech začala Natalia zpívat a ve čtyřech letech poprvé vyjádřila touhu stát se herečkou. Navštěvovala katolickou střední školu a studovala malbu, divadlo, herectví, klavír, kytaru, saxofon a zpěv. V dětství zpívala i ve skupině mariachi.  
V roce 1998 se stala členkou tria Twist, ale následující rok se skupina rozpadla. V sedmnácti letech se seznámila s italským producentem Lorisem Cheronim, který objevil její talent a navrhl jí, aby se zaměřila na svou sólovou dráhu zpěvačky.
V roce 2002 vydala v Itálii své první sólové album Natalia Lafourcade, které bylo v roce 2003 nominováno na cenu Latin Grammy za nejlepší debutové album. V roce 2009 vydala album Hu Hu Hu, které ji proslavilo po celém světě.
V letech 2019 - 2021 vydala dvě alba Un Canto por México 1. a 2., jejichž výtěžek věnovala na obnovu objektů, zničených zemětřesením v roce 2017. Nosnou součást tvoří nejkrásnější písně Mexika v provedení mariachi s Carlosem Riverou - "Un derecho de nacimiento, Ya no vivo por vivir, Nunca es suficiente, Lo que construimos, Mi tierra veracruzana, Cucurrucucú paloma.